# Sophona halictipennis
Sophona halictipennis is een vlinder uit de familie wespvlinders (Sesiidae), onderfamilie Tinthiinae.
Sophona halictipennis is voor het eerst wetenschappelijk beschreven door Walker in 1856. De soort komt voor in het Neotropisch gebied.